# Олимпия (Асунсион)
Вижте пояснителната страница за други значения на Олимпия.
Клуб „Олимпия“ (на испански: Club Olimpia) е спортен клуб от град Асунсион, Парагвай най-известен с футболния си отбор.
Основан е на 25 юли 1902 г. и е най-старият футболен клуб в Парагвай. Той е също така и най-успешният парагвайски клуб – има 38 титли на страната, 3 Копа Либертадорес, 1 Междуконтинентална купа, 2 Рекопа Судамерикана, 1 Суперкопа Судамерикана и 1 Копа Интеремерикана.

## История
На 25 юли 1902 г. холандецът Уилям Паатс (считан за бащата на парагвайския футбол) и парагвайците Сила Годой, Фернандо Паскуал, Густаво Кровато, Ектор Кабаняс, Хуан Роди, Антонио Педраса, Луис Марекос, Хуан Мара и Генаро Гутиерес Йегрос основават Клуб „Олимпия“. От предложените 3 имена – Парагвай, Еспарта и Олимпия, Паатс избира последното в чест на древногръцкия град Олимпия, рождено място на Олимпийските игри.
Първият екип на отбора се състои от черни фланелки с бял надпис „Олимпия“ на гърдите и бели гащета. По-късно за цветове на отбора са приети белият и черният и домакинската фланелка става бяла с черна хоризонтална ивица.
Първата шампионска титла на „Олимпия“ датира от 1912 г., 6 г. след провеждането на първото първенство. Следват още 3 титли, за да се стигне до историческите 3 поредни титли през 1927 – 1929 г., постигнато за 1-ви път в Парагвай именно от „Олимпия“. през 1930-те години отново печели 3 поредни титли. След дълга суша с предимно слаби резултати и само 2 титли през 1940-те години идват годините на абсолютна доминация.
Президент на отбора става Мануел Ферейра. По негово време започва строежът на настоящия стадион на „Олимпия“, наречен на негово име, и в отбора са привлечени няколко добри футболисти, които спомагат за рекордите тогава 5 поредни титли в периода 1956 – 1960 г., като през 1959 г. отборът завършва сезона без загуба. Върхът на тези постижения е достигането на финал на първата в историята Копа Либертадорес през 1960 г., загубен от „Пенярол“.
През 1975 г. е избран за нов президент Освалдо Домингес Диб, който ръководи отбора до 1991 г. и след това в периода 1995 – 2004 г. Това е най-успешният президент в историята на „Олимпия“. През 1979 г. отборът печели 3 международни купи – Копа Либертадорес, Междуконтиненталната купа и Копа Интерамерикана. „Олимпия“ показва успешни игри и на домашната сцена, като подобрява рекорда си с 6 поредни титли между 1978 и 1983 г. Печелят отново Копа Либертадорес през 1990 г. (докато 1 г. преди това губят финала) и Суперкопа Судамерикана – турнир, в който участват само най-успешните отбори в историята на Копа Либертадорес. През 1991 г. „Олимпия“ играе 3-ти пореден финал за Копа Либертадорес, но отново (както през 1989 г.) не успява да спечели трофея. Тези успехи на отбора го поставят сред най-добрите и най-уважаваните в Южна Америка.
Най-забележителният успех на отбора в парагвайското първенство са 4-те поредни титли в периода 1997 – 2000 г. През 2002 г., когато чества 100-годишнината си, „Олимпия“ печели за 3-ти път Копа Либертадорес. След това обаче попада в дупка и след 2000 г. не успява да спечели никаква шампионска титла, липсват и успехите на международната сцена.

## Успехи
Национални
- 38х шампион на Парагвай: 1912, 1914, 1916, 1925, 1927, 1928, 1929, 1931, 1936, 1937, 1938, 1947, 1948, 1956, 1957, 1958, 1959, 1960, 1962, 1965, 1968, 1971, 1975, 1978, 1979, 1980, 1981, 1982, 1983, 1985, 1988, 1989, 1993, 1995, 1997, 1998, 1999 и 2000
- 1х Торнео Република: 1992

Международни
- 3х Носител на Копа Либертадорес: 1979, 1990 и 2002
- 3х Финалист за Копа Либертадорес: 1960, 1989 и 1991
- 5х Полуфиналист за Копа Либертадорес: 1961, 1980, 1982, 1986 и 1994
- 1х Носител на Междуконтинентална купа: 1979
- 2х Финалист за Междуконтинентална купа: 1990 и 2002
- 2х Носител на Рекопа Судамерикана: 1991 и 2003
- 1х Носител на Суперкопа Судамерикана: 1990
- 1х Носител на Суперкопа Интерамерикана: 1979
- 1х Финалист за Суперкопа Интерамерикана: 1990
- 1х Финалист за Копа КОНМЕБОЛ: 1992
- 1х Финалист за Суперкопа Мастърс: 1994

Други
- 1х Носител на Купа Нехру: 1990

## Рекорди
- Олимпия е най-старият парагвайски футболен отбор
- Олимпия има най-много шампионски титли на Парагвай – 47
- Олимпия е единственият отбор в историята на Копа Либертадорес, играл финал през всяко десетилетие от съществуването на турнира – 1960, 1979, 1989, 1990, 1991,2002 и 2013г.
- Олимпия и Сао Пауло са единствените отбори, печелили Копа Либертадорес и Суперкопа Судамерикана в една и съща година – Олимпия през 1990, а Сао Пауло през 1993 г.

## Играчи

### Актуален състав
| Вратари | Вратари  | Вратари         |
| №       |          | Име             |
| ------- | -------- | --------------- |
| 1       | Уругвай  | Леонардо Бордад |
| 12      | Парагвай | Родриго Ромеро  |
|         | Парагвай | Блас Ермосия    |

| Защитници | Защитници | Защитници         |
| №         |           | Име               |
| --------- | --------- | ----------------- |
| 2         | Уругвай   | Диего Сис         |
| 3         | Парагвай  | Ектор Бенитес     |
| 4         | Аржентина | Мартин Паутасо    |
| 5         | Парагвай  | Сезар Саяс        |
| 19        | Парагвай  | Оскар Хименес     |
| 21        | Парагвай  | Мичел Годой       |
|           | Парагвай  | Адалберто Бенитес |
|           | Парагвай  | Луис Прието       |

| Полузащитници | Полузащитници | Полузащитници     |
| №             |               | Име               |
| ------------- | ------------- | ----------------- |
| 6             | Парагвай      | Давид Виялба      |
| 8             | Парагвай      | Родриго Рохас     |
| 13            | Парагвай      | Карлос Паредес    |
| 14            | Парагвай      | Орландо Бордон    |
| 15            | Парагвай      | Милтон Бенитес    |
| 16            | Парагвай      | Кристиан Мартинес |
| 17            | Парагвай      | Анхел Ортис       |
| 22            | Парагвай      | Осмар Молинас     |
| 23            | Парагвай      | Роландо Рено      |
| 24            | Парагвай      | Мауро Монгес      |
| 25            | Парагвай      | Николас Мартинес  |

| Нападетели | Нападетели | Нападетели        |
| №          |            | Име               |
| ---------- | ---------- | ----------------- |
| 7          | Аржентина  | Емануел Фернандес |
| 10         | Парагвай   | Едисон Хименес    |
| 11         | Парагвай   | Жилберто Паласиос |
| 18         | Парагвай   | Хувенал Кардосо   |
| 20         | Парагвай   | Амилкар Франко    |
|            | Уругвай    | Мартин Гарсия     |

### Известни бивши играчи
| - Адреано Семаниего - Аурелио Гонсалес - Габриел Гонсалес - Густаво Бенитес - Денис Каниса - Еваристо Исаси - Евер Уго Алмейда - Ернан Родриго Лопес - Карлос Диарте - Карлос Алберто Паредес - Луис Варгас Пеня - Мауро Кабайеро - Мигел Анхел Бенитес - Раул Висенте Амария - Рикардо Таварели - Роке Санта Крус - Рожелио Делгадо - Селсо Аяла - Серхио Гойкочеа - Серхио Ортеман - Уго Рикардо Талавера - Хорхе Гуаш - Хосе Кардосо - Хуан Висенте Лескано - Хулио Сезар Ромеро - Хулио Сезар Сасерес |

## Други спортове
Другите спортове, с които е известен СК „Олимпия“, са баскетбол, бокс, плуване, тенис и хандбал, както и футзал.
Баскетболният отбор на Олимпия също като футболния е най-успешният в страната с 29 титли от 1937 г. насам, от които 12 поредни в периода 1946 – 1957 г. (1937, 1942, 1943, 1944, 1946, 1947, 1948, 1949, 1950, 1951, 1952, 1953, 1954, 1955, 1956, 1957, 1959, 1960, 1966, 1970, 1971, 1973, 1976, 1978, 1980, 1981, 1988, 1992 и 1994). През 1947 г. отборът печели южноамериканското клубно първенство.